# القرانة (المحويت)

تعديل مصدري - تعديل

القرانة هي إحدى قرى عزلة بني ابجر بمديرية المحويت التابعة لمحافظة المحويت، بلغ تعداد سكانها 90 نسمة حسب تعداد اليمن لعام 2004.